# Mitxel Ezquiaga
Mitxel Ezquiaga Ganuzas (1963- ), es un periodista y escritor español
Mitxel Ezquiaga es licenciado en Ciencias de la Información por la Universidad del País Vasco y periodista del Diario Vasco. Fue redactor-director de la sección de cultura de ese periódico durante muchos años, donde escribe la sección semanal “La Agencia Portátil”. También dirigió y presentó el programa “Keridos Monstruos” en la televisión local de San Sebastián Teledonosti.

## Biografía
Mitxel Ezquiaga nació el 1 de septiembre de 1963 en la ciudad guipuzcoana  de San Sebastián en el País vasco, España. Se licenció en 1986 en Ciencias de la Información  en la Universidad del País Vasco aunque ya había colaborado en el proyecto del  guipuzcoano La voz de Euskadi, creado 1983 por los trabajadores de La voz de España y Unidad. También realizó diversa colaboraciones con vario medios impresos y radiofónicos. En 1986 se incorpora al periódico guipuzcoano Diario Vasco, en el que llegaría a ser redactor jefe. Ha trabajando, principalmente, en el área de cultura con incursiones en la gastronomía. En el Diario Vasco escribe desde 1990 la columna semanal  La agenda portátil  que trata principalmente de referencias de San Sebastián y el País Vasco.
En 1995 comienza a colaborar con la televisión local Teledonosti dirigiendo y presentando el magazine de actualidad Keridos monstruos. Durante 2 años fue director de esa televisión.
en 1996 recibió, por su artículo Hemingway en la autovía el premio Pérez Salazar otorgado por la Asociación de la Prensa de Navarra.
Está casado con la también periodista Cristina Turrau.

## Obra
Mitxel Ezquiaga escribe en castellano, ha completado sus trabajos periodísticos con algunos libros en los que  recrea y reconstruye vivencias, referentes de vidas, personajes y territorios urbanos de su ciudad natal.
Libros
- Teoría incompleta de Donostia. Crónica Apasionada de una Ciudad. Editorial:  R&B, San Sebastián. Año: 1996.
- Teoría incompleta de Gipuzkoa.Año: 1997.
- Chillida-leku, el bosque encantado. Editorial: Chillida Leku S.L,  San Sebastián. Año: 2001.
- 101 vascos y medio. Editorial: Alberdania, Irún. Año: 2004.